# Charles Alfred Stothard

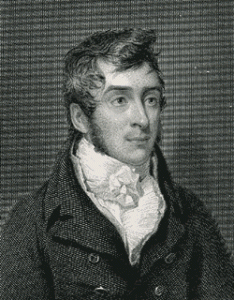

Charles Alfred Stothard, född 5 juli 1787 i London, död 28 maj 1821 i Bere Ferrers, Devon, var en engelsk tecknare, etsare och antikvarie. Han var son till Thomas Stothard och gift med Anna Eliza Kempe.
Stothard utgav bland annat The Monumental Effigies of Great Britain (1811ff.).